# Šarišské Čierne
Šarišské Čierne je obec na Slovensku v okrese Bardejov a rodiště rusínského národního buditele Alexandra Pavloviče. Žije zde 300 obyvatel, první písemná zmínka pochází z roku 1414. Nachází se zde řeckokatolický chrám Narození přesvaté Bohorodičky z roku 1932 a pravoslavný chrám téhož zasvěcení z 90. let 20. století.